# Jean-Pierre Caens
 (octobre 2015).
Si vous disposez d'ouvrages ou d'articles de référence ou si vous connaissez des sites web de qualité traitant du thème abordé ici, merci de compléter l'article en donnant les références utiles à sa vérifiabilité et en les liant à la section « Notes et références ».
Jean-Pierre Caens, né le 15 octobre 1948, est un saxophoniste français, spécialisé dans les musiques classique et contemporaine. Fils de Marcel Caens. Il est également le frère du trompettiste Thierry Caens.
Étudiant initialement le piano, il se tourne définitivement vers le saxophone qu'il apprend sous l'égide de Jean-Marie Londeix à Dijon (premier Prix, prix spécial du ministre de la Culture en 1970), puis au sein de la classe de Daniel Deffayet au Conservatoire national supérieur de musique et de danse de Paris (premier Prix en 1973). 
Il fait également des études de musicologie à l'issue desquelles il présente sa thèse intitulée Le saxophone face à son répertoire.
Titulaire du certificat d'aptitude à l’enseignement du saxophone et de la musique de chambre dans les CNR (conservatoire national de région) (1974), il mène depuis une double carrière d'enseignant (CRR de Besançon durant plus de 20 ans et Aix-en-Provence de 1997 à 2013) et d'instrumentiste : soliste, musique de chambre, quatuors (membre fondateur des quatuors A Piacere et Aulodia), ensembles divers (Ensemble de Saxophones de Provence, Présence Contemporaine).